# Roberto Dueñas
Roberto Dueñas Hernández (ur. 1 listopada 1975 w Madrycie) – hiszpański koszykarz, występujący na pozycji środkowego, reprezentant kraju.

## Osiągnięcia
Na podstawie, o ile nie zaznaczono inaczej.

### Drużynowe
- Mistrz:
  - Euroligi (2003)
  - Hiszpanii (1996, 1997, 1999, 2001, 2003, 2004)
  - Katalonii (2000, 2001, 2004)
- Wicemistrz:
  - Euroligi (1997)
  - Hiszpanii (2000)
  - Katalonii (2002, 2003)
- Zdobywca:
  - pucharu:
    - Koracia (1999)
    - Hiszpanii (2001, 2003)

  - Superpucharu Hiszpanii (2004)
- Finalista Pucharu Hiszpanii (2002)

### Indywidualne
- MVP:
  - finałów:
    - ligi hiszpańskiej (1997)
    - mistrzostw Katalonii (2004)

  - kolejki ACB (14 – 1999/2000, 15 – 2000/2001, 17 – 2001/2002, 4 – 2002/2003, 5, 6, 7 – 2004/2005)
- Najlepszy:
  - debiutant ligi ACB (1997 według miesięcznika Gigantes del Superbasket)
  - rezerwowy ACB (1999 według miesięcznika Gigantes del Superbasket)
- Uczestnik meczu gwiazd ligi hiszpańskiej (1996, 1998, 1999)
- Klub FC Barcelona zastrzegł należący do niego numer 12

### Reprezentacja

#### Seniorska
- Wicemistrz Europy (1999)
- Uczestnik: 
  - igrzysk olimpijskich (2000 – 9. miejsce, 2004 – 7. miejsce)
  - mistrzostw:
    - świata (1998 – 5. miejsce)
    - Europy (1997 – 5. miejsce, 1999)

  - kwalifikacji do Eurobasketu (1997, 1999, 2003)

#### Młodzieżowe
- Wicemistrz Europy U–22 (1996)